# Царские дни (фестиваль)

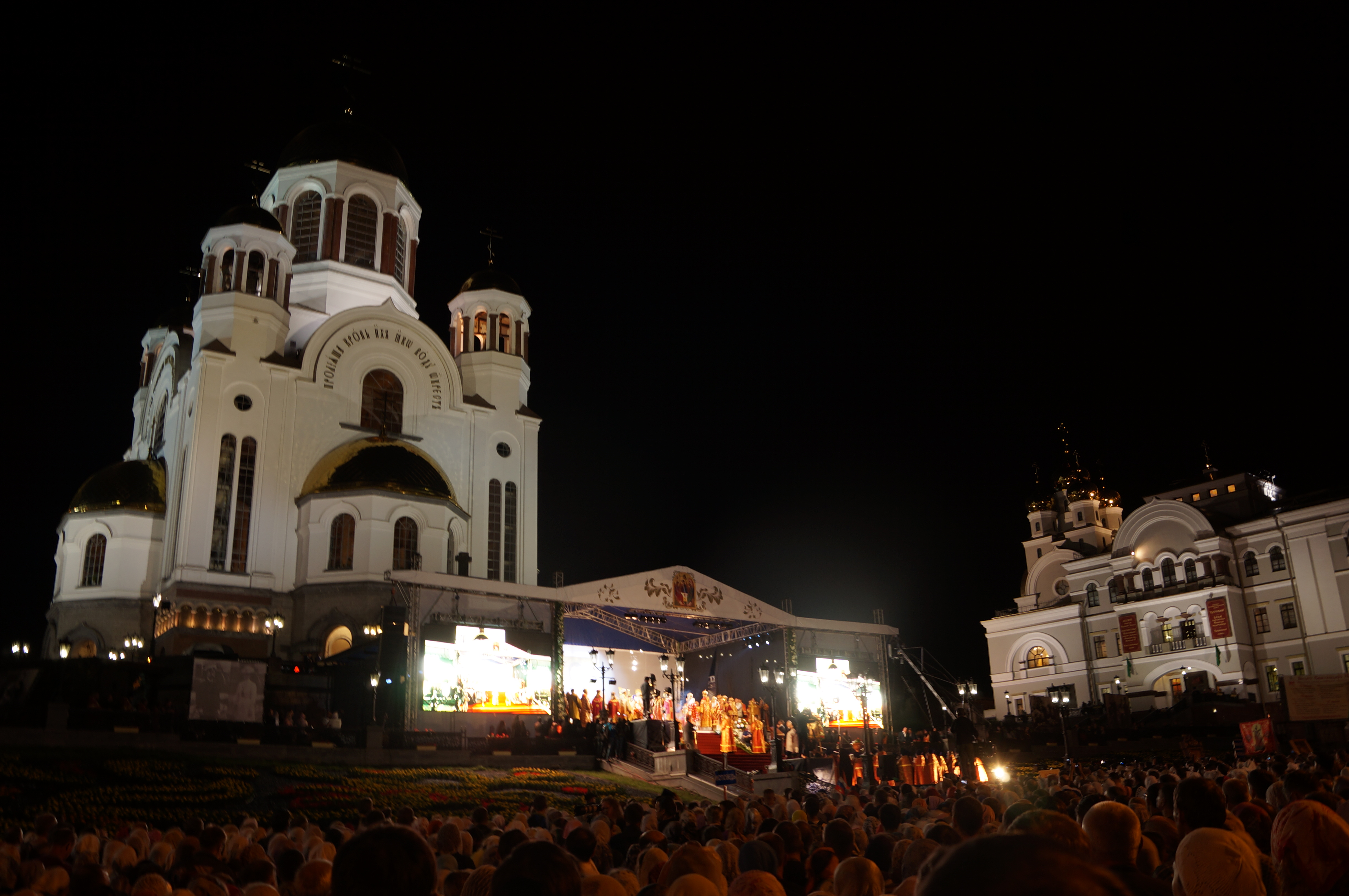
Всенощная на Царские дни в Екатеринбурге в день столетия убийства царской семьи. Ночь на 17 июля 2018

Ца́рские дни — ежегодные праздничные дни в Екатеринбургской епархии, в которые проводятся богослужения, крестный ход в память об убийстве семьи императора Николая II, а также фестиваль православной культуры, включающий выставки и другие общественные мероприятия.
Название взято от дореволюционных Царских дней, приуроченных к годовщинам торжественных событий в жизни членов царской семьи. Сроки же современных царских дней приурочены к датам 21 июля 1613 года — дню помазания на царство первого из династии Романовых царя Михаила Фёдоровича, и к 17 июля 1918 года — дню расстрела семьи Николая II в Ипатьевском доме в Екатеринбурге и последовавшему на следующий день убийству в Алапаевске.

## Мероприятия

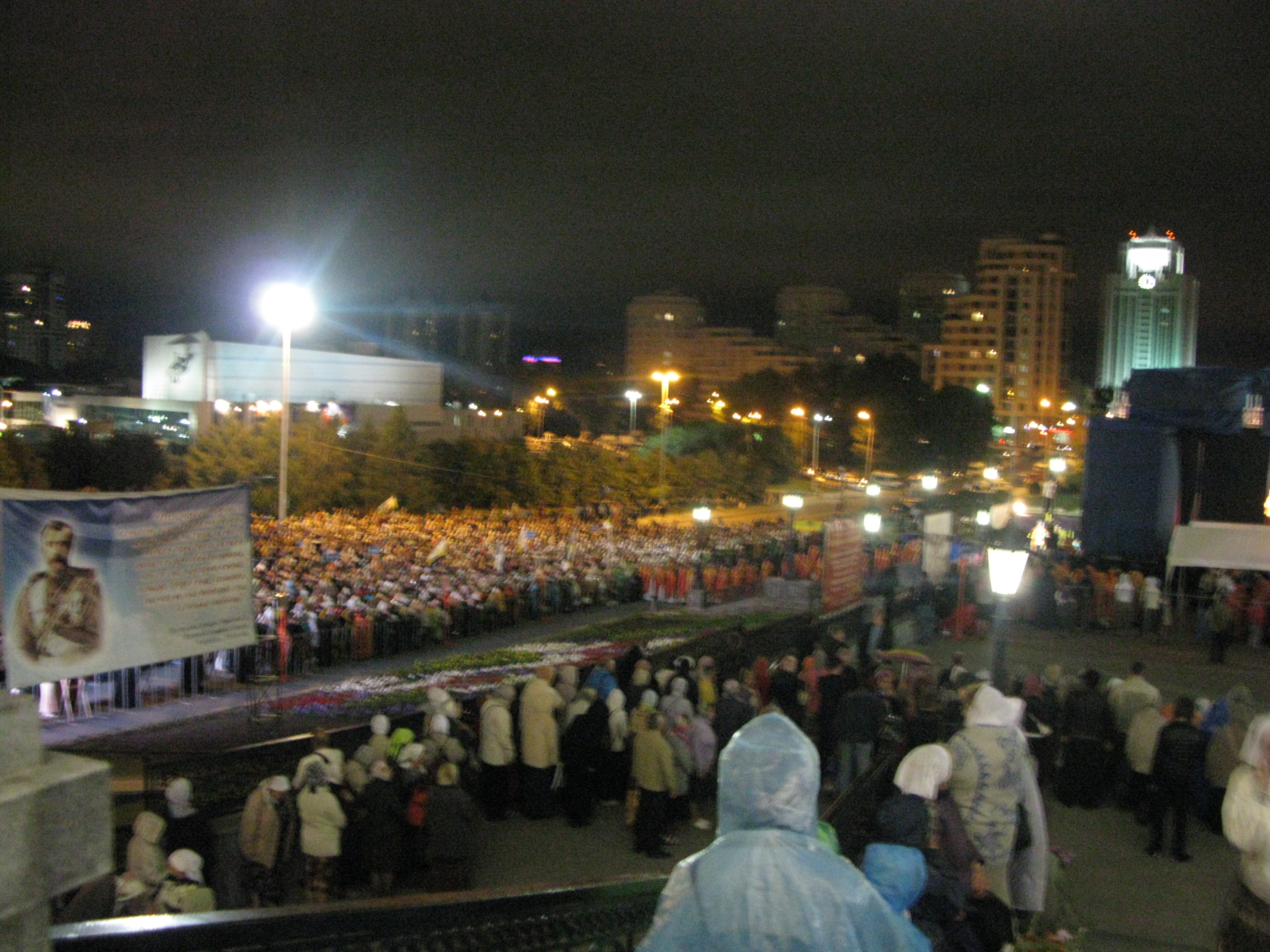
Крестный ход на Царские дни в Екатеринбурге в 2013 году

В рамках Царских дней проводится всенощное бдение, ночная Божественная литургия и крестный ход. В эти дни также проходит одноимённый фестиваль православной культуры, в рамках которого проводятся десятки религиозных и светских общественных мероприятий, посвящённых царской теме, включая выставки, концерты, творческие встречи.
Крестный ход идёт от храма на Крови до Ганиной Ямы, расстояние составляет около 25 км. Наибольшее число участников крестного хода было в 2018 году, в 100-летнюю годовщину гибели царской семьи, — 100 тысяч человек. В 2019 году участвовало 60 тысяч.
В 2020 году, вопреки ограничительным мерам, введённым указом губернатора Свердловской области от 18 марта 2020 года N 100-УГ, в связи с распространением COVID-19 в России, крестный ход собрал 10 тысяч человек, причём ещё до 2 тысяч собрал альтернативный крестный ход раскольника и царебожника схимонаха Сергия (Романова) в Среднеуральском женском монастыре.
Также без согласования с органами власти, в 2021 году в ночь на субботу, 17 июля, по маршруту крестного хода прошли, по разным оценкам, от 2 до 10 тысяч человек.
Паломники из других городов организуют в этот период крестные ходы из своих городов в Екатеринбург. Например, проводится ежегодный крестный ход из Санкт-Петербурга.

### 100-летие гибели семьи Романовых

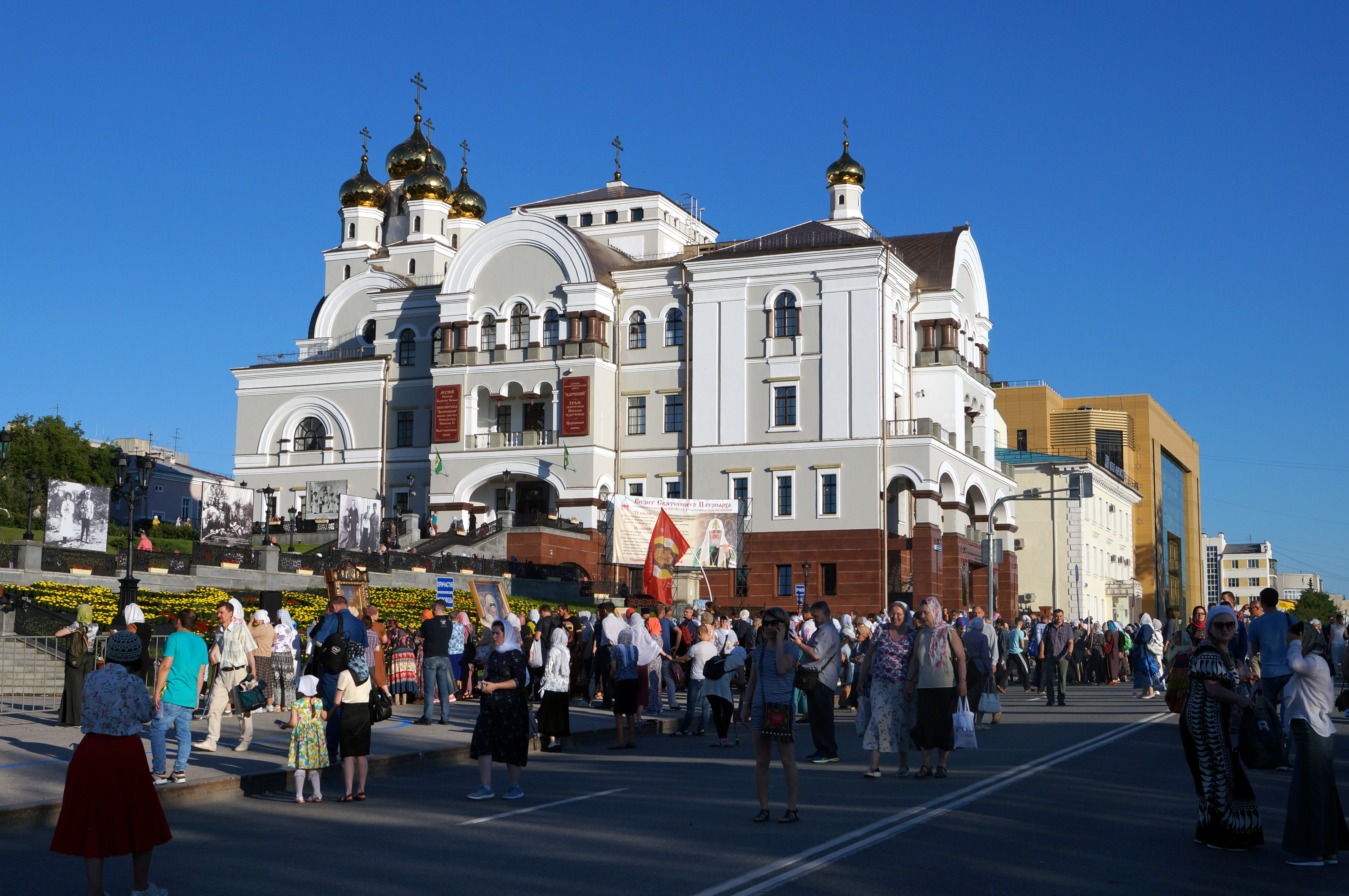
Накануне всенощной на Царские дни в Екатеринбурге 16 июля 2018

В 2018 году Царские дни были приурочены к 100-летию гибели членов семьи Романовых в Екатеринбурге и Алапаевске, в связи с чем празднования носили расширенный характер, что включало пятидневный визит главы РПЦ и заседание Священного синода. В екатеринбургском микрорайоне Академический в ознаменование 100-летия именем лейб-медика царской семьи доктора Боткина, убитого вместе с Романовыми, назвали новый бульвар, примыкающий к корпусам Уральского государственного медицинского университета и заводу по производству кардиостимуляторов.

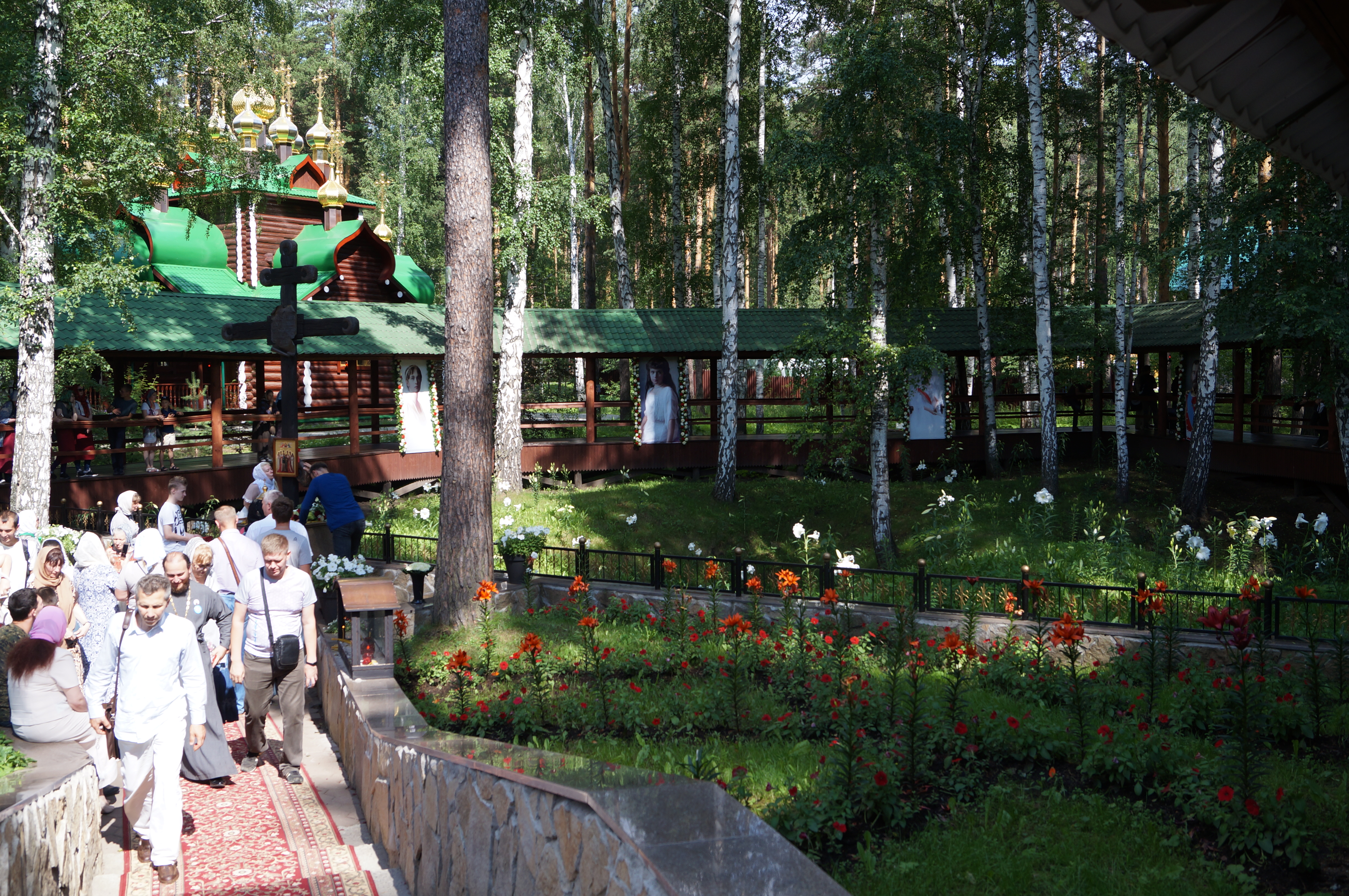
Паломники у Поклонного креста у галереи шахты № 7 в день столетия убийства царской семьи. 17 июля 2018

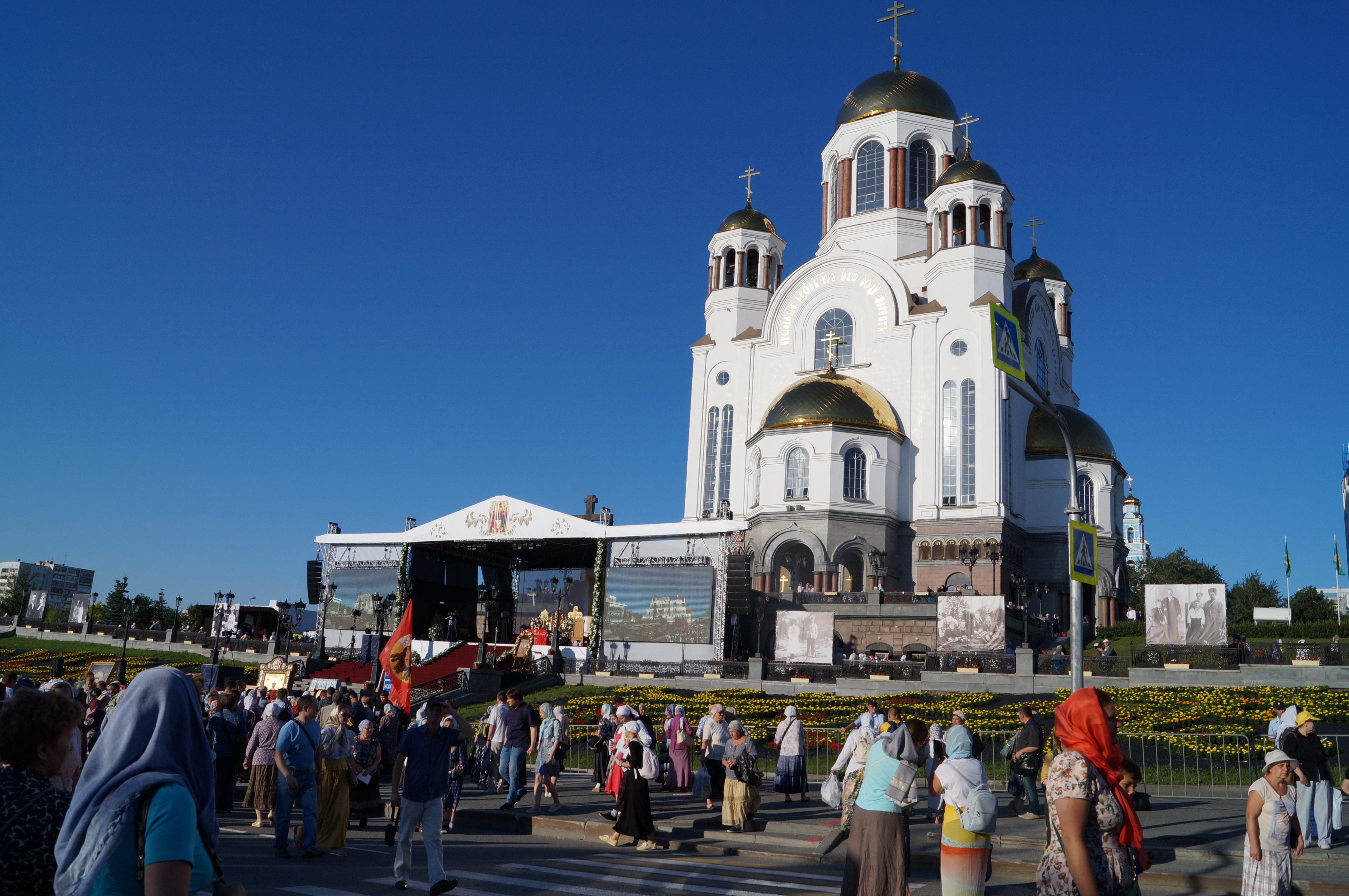
Приготовления к всенощной на Царские дни в Екатеринбурге 16 июля 2018

Царские дни, включающие паломничество в Екатеринбург, в 2018 году проводились и в Костроме. Там находится Ипатьевский монастырь в котором до венчания жил Михаил Фёдорович и откуда он был призван на царство в 1613 году.
Начиная с 2001 года ежегодно в мае проходят «Царские дни в Иваново», участники которых считают, что в 1917 году случилась не смена власти, а «разрушение Богом установленного порядка вещей».